# Il trionfo di Clelia
Il trionfo di Clelia ist ein Opern-Libretto in drei Akten von Pietro Metastasio. Erstmals aufgeführt wurde es in der Vertonung von Johann Adolph Hasse am 27. April 1762 zur Feier der Entbindung der Erzherzogin Isabella von Bourbon in Wien. Mit zehn bekannten Vertonungen gehört es zu den weniger verbreiteten Libretti Metastasios.
Eine deutsche Übersetzung des Librettos von Johann Anton Koch erschien 1775 unter dem Titel Der Triumph der Clelia im siebten Band der unvollendet gebliebenen Gesamtausgabe Des Herrn Abt Peter Metastasio Kayserl. Königl. Hofpoetens Dramatische Gedichte.

## Handlung

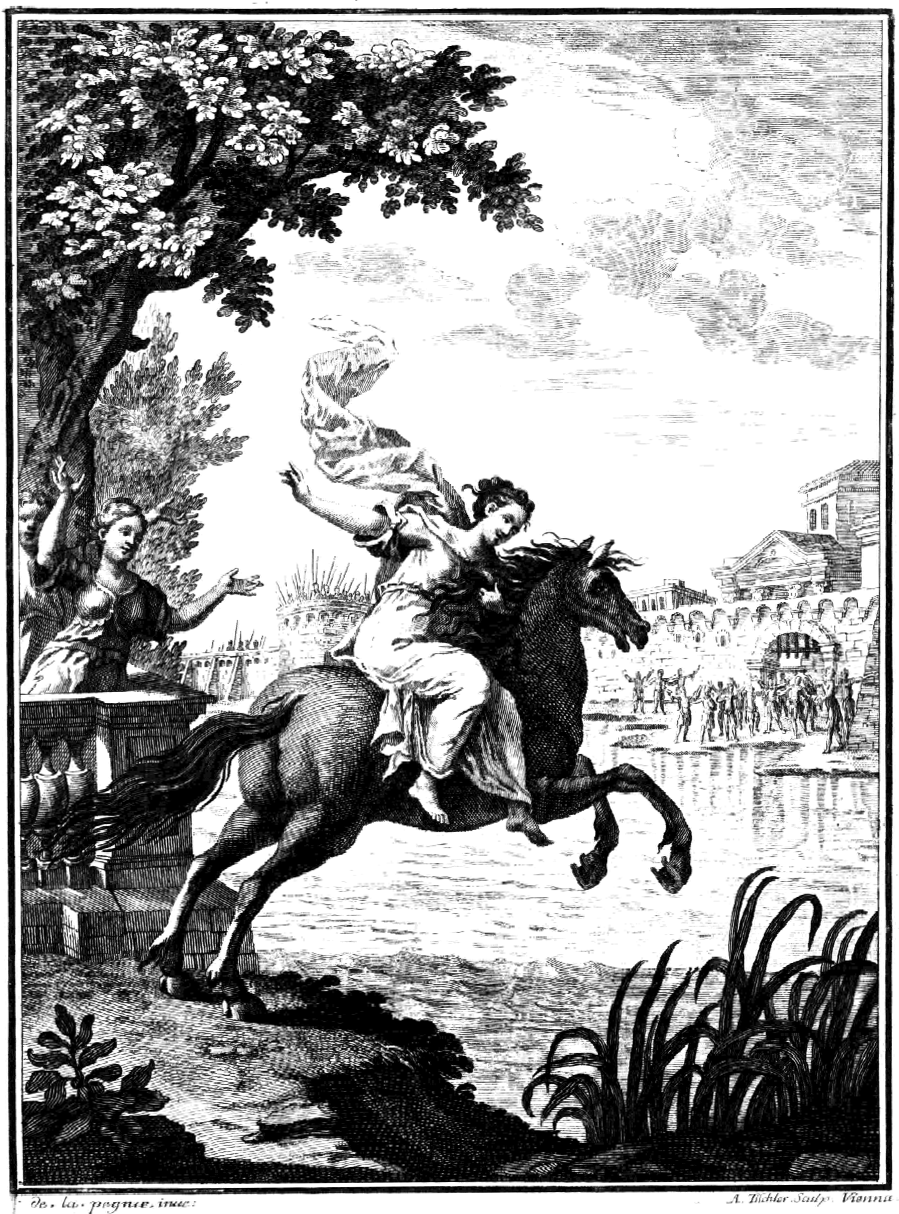
Bild aus dem Libretto, Musik von Johann Adolph Hasse, Wien 1762

Der römische König Tarquinio (Lucius Tarquinius Superbus) war wegen seines tyrannischen Regimes gestürzt und aus Rom verbannt worden. Um die Macht wiederzuerhalten, schloss er ein Bündnis mit dem etruskischen König Porsenna, das durch dessen Verlobung mit Porsennas Tochter Larissa gefestigt wurde. Die Kampfhandlungen führten schließlich zur Belagerung Roms durch die Etrusker (hier als Toskaner bezeichnet). Zu Beginn der Oper besteht ein Waffenstillstand, der durch die römische Geisel Clelia (Cloelia) gesichert wird. Auch Clelias Verlobter Orazio (Horatius Cocles) befindet sich im toskanischen Lager, um als römischer Gesandter mit Porsenna zu verhandeln.
Seinem Libretto stellte Metastasio einen Abriss der Handlung voran, an deren Ende der Autor auch auf seine Quellen verweist. Das Münchner Libretto gibt die folgende Übersetzung des Textes:

„Porsenna König der Toscaner war entschlossen, den Titus Tarquinius, letzten Sohn des Tarquinius Superbus auf den Thron Roms, wovon er verstossen war, wiederum einzusetzen; er kam also mit einem ungeheuren Kriegsheer, Rom zu belagern. Das Anhalten der geängstigten Römer, und die besondere Standhaftigkeit des Mutius Scevola, die die Bewunderung des Königs rege machten, erhielten auf einige Tage Waffenstillstand, um die Friedensunterhandlungen treffen zu können: jedoch mit dem Bedingnisse, daß zur Versicherung dieses Stillstandes die Belagerten eine vorgeschriebene Anzahl Geisel abgeben sollten: unter diesen war die Ansehnlichste, die Clelia, ein adeliches Mädchen aus Rom. Die entdeckten betrügerischen Gewaltthätigkeiten des Tarquinius, und die wiederhollten Proben, die indessen die Römer von ihrer Tapferkeit gaben, erweckten in den Porsenna (welches großen Seelen meistens eigen ist) Verachtung und Abscheu gegen den einen, Liebe und Bewunderung gegen die andere. Da nun endlich der König den mehr als männlichen Muth der Clelia vernam, mit welchem sie über die Tiber setzte (welches den Livius sagen machte, sie sey tapferer als Scevola, und Coclites) veränderte sich in ihm seine ganze Bewunderung in eine edle Nacheiferung für die Ehre. Er hielt es für ein großes Unrecht, die Nachwelt so vieler Beyspiele zu berauben, die man sich von den ersten Weisen eines solchen Volks versprechen konnte: anstatt selbes zu unterdrücken, wie er es vorhatte, trat er mit selben in die genauesten Bande der Freundschaft, und des Friedens: und ließ sie in dem ruhigen Besitze ihrer erfochtenen Freyheit.
Livius Dio: Alicar. Plutar. Flor. Aur. Victor.
Die Handlung geht vor in dem Toskanischen Lager, am Ufer der Tiber, und am Fuße des Janikulus.“

Auch die folgende Inhaltsangabe basiert auf dem 1776 in München erschienenen Libretto der Vertonung von Joseph Willibald Michl.

### Erster Akt
Für Clelia bestimmte innere Zimmer im königlichen Palast in der Vorstadt am Ufer des Tiber und am Fuße des Gianicolo, der von Porsenna im Zuge der Belagerung Roms besetzt wurde
Clelia sitzt nachdenklich an einem kleinen Tisch. Sie ist entsetzt, als sie Tarquinio kommen sieht. Da sie ihn als Feind betrachtet, fühlt sie ihre Ehre durch seinen Besuch verletzt. Trotz seiner Verlobung mit Larissa und ihrer Verbindung mit Orazio erklärt er ihr seine Liebe und bietet ihr die Ehe und den römischen Thron an. Clelia lehnt entschieden ab. Als Larissa hinzukommt, begrüßt Tarquinio sie übertrieben freundlich als seine Braut und geht. Clelia erzählt ihr nun von Tarquinios Antrag, und beide klagen über seinen niederträchtigen Charakter. Larissa beneidet Clelia um ihre Beziehung mit dem römischen Gesandten Orazio, da sie ihre eigene Liebe zu Mannio geheim halten muss. Nachdem sie gegangen ist, tritt Orazio auf. Clelia berichtet auch ihm von Tarquinios Werbung und drängt ihn, mit ihr zu fliehen, weil sie sich nicht mehr sicher fühle. Orazio versichert ihr seine Liebe, weist aber auf ihre beiderseitigen Pflichten für das Vaterland hin. Clelia sieht das ein. Der eintretende Mannio ruft Orazio zum König. Von Clelia nach seiner Meinung über die Verhandlungen befragt, verweist Mannio auf die Gerechtigkeit Porsennas, der aber leider Tarquinio vertraue. Seine Befürchtung, Larissa könne Tarquinio unterstützen, weist Clelia zurück. Schließlich gibt Mannio zu, selbst in Larissa verliebt zu sein. Clelia ist zuversichtlich, die Gefahren bestehen zu können.
Königliche Wohnungen mit Blick auf das toskanische Heer neben dem besetzten Gianicolo
Die Verhandlungen zwischen Porsenna und Orazio beginnen. Porsenna hofft darauf, Rom ohne Blutvergießen erobern zu können. Orazio verweist auf die große Liebe der Römer zur Freiheit. Sie seien froh, das Joch der Knechtschaft unter Tarquinio abgeschüttelt zu haben. Porsenna jedoch ist der Meinung, dass sich ihre Völker gegenseitig unterstützen sollten und die Freiheit nur eine untergeordnete Rolle spiele. Die Verhandlungen enden schließlich ergebnislos.
Ein Saal
Um von seinem eigentlichen Plan abzulenken, bietet Tarquinio Orazio an, auf seinen Thronanspruch zu verzichten, falls er ihm Clelia überlasse. Orazio wäre dazu trotz seiner Sorge über Clelia durchaus bereit. Als diese kommt, erzählt er ihr von der fehlgeschlagenen Unterredung mit dem König und deutet vage eine andere Möglichkeit an. Tarquinios konkretes Angebot verschweigt er jedoch.

### Zweiter Akt
Eine Galerie, die zu verschiedenen Gemächern führt
Tarquinio hat seinen Leuten befohlen, sich an einer schlecht bewachten Brücke zu sammeln, um einen Überraschungsangriff auf Rom auszuführen, während die Römer noch das Ergebnis der Unterhandlungen abwarten. Der von ihm ungeduldig erwartete Bote erscheint schließlich und meldet, dass alles bereit sei. Tarquinio macht sich auf den Weg.
Während Orazio noch darüber nachsinnt, dass er Clelia Rom zuliebe aufgeben müsse, kommt diese und berichtet vom verräterischen Angriff Tarquinios auf die Stadt. Orazio begreift nun dessen Heimtücke. Er entschließt sich, nach Rom zurückzukehren und an der Verteidigung teilzunehmen. Clelia soll unterdessen Porsenna informieren. Sie verabschieden sich vertrauensvoll voneinander.
Ein kleiner grüner Rückzugsort im Inneren des königlichen Gartens mit sitzenden Statuen und Wasserspielen
Larissa beklagt sich bei ihrem Vater über die erzwungene Verlobung mit dem verhassten Tarquinio und erzählt ihm von ihrer Liebe zu Mannio. Sie werden von der aufgeregten Clelia unterbrochen, die vom Angriff Tarquinios berichtet. Da sie diesen aber nicht selbst beobachtet hat, glaubt Porsenna ihr nicht. Auch Larissa hält Tarquinio nicht für fähig zu solch einer eigenmächtigen Handlung. Sie wirft Clelia vor, ihren Vater für den eigentlichen Urheber des Angriffs zu halten. Nun kommt jedoch auch Mannio und bestätigt die Nachricht. Rom drohe bereits zu unterliegen. Clelia macht sich auf den Weg zu ihrem Volk. Larissa bittet Mannio, ihr zu folgen. Sie versichert ihm, dass er ihr nicht gleichgültig sei, bringt aber kein echtes Liebesgeständnis zustande. Mannio ist enttäuscht von ihrer scheinbaren Hartherzigkeit.
Alte Gebäude am toskanischen Ufer des Tiber, über den eine Fallbrücke führt
Ein Ende derselben befindet sich links unter den Gebäuden, das andere ist am jenseitigen Ufer des Flusses zu sehen. In einiger Entfernung liegt die Stadt Rom.
Die römische Brückenwache befindet sich auf der Flucht vor den Toskanern, die langsam einmarschieren. Orazio erscheint und stellt sich ihnen alleine entgegen. Während des erbitterten Kampfes fallen einige Tote in den Fluss. Die Toskaner weichen schließlich und geben die Brücke frei. Orazio befiehlt seinen Leuten, die Brücke einzureißen, während er die Stellung hält. Die fliehenden Toskaner werden von Tarquinio aufgehalten und zurückgeschickt. Orazio verteidigt die Brücke weiter, bis sie schließlich hinter ihm zusammenbricht. Die Toskaner fliehen erneut. Clelia eilt zum siegreichen Orazio. Er jedoch stürzt sich vor ihren Augen in den Tiber, um auf die römische Seite zu gelangen.
Nachdem sein Plan gescheitert ist, will Tarquinio Porsenna davon überzeugen, dass die Römer die Schuld am Bruch des Waffenstillstands tragen. Obwohl Clelia ihm deutlich ihre Verachtung zu erkennen gibt, liebt er sie noch immer und beschließt, sie zu entführen. Aus Zeitgründen muss er damit jedoch seine Getreuen brieflich beauftragen.

### Dritter Akt
Lustgärten, die zum inneren Zimmer Clelias führen und mit Pfeilern und Gittern umgeben sind
Ein einziges verschlossenes Tor führt zu einem einsamen Ufer am Tiber.
Tarquinios Brief wurde von Mannio abgefangen und durch einen Boten Clelia übergeben. Neben dem Entführungsbefehl enthält er Beweise über die Schuld Tarquinios am Überfall. Clelia macht sich auf den Weg zum König, um ihn davon in Kenntnis zu setzen. Da sieht sie Tarquinio kommen. Ihr einziger Fluchtweg befindet sich hinter dem Gitter am Ufer des Tiber, wo allerdings Tarquinios Begleiter warten. Schließlich findet sie ein Pferd und reitet durch den Fluss zum anderen Ufer. Tarquinio und die von der anderen Seite herannahende Larissa sind entsetzt.
Kabinette
Porsenna glaubt noch immer, dass Rom den Waffenstillstand gebrochen habe. Tarquinio bestärkt ihn in dieser Meinung. Dennoch ist Porsenna beeindruckt von der Standhaftigkeit und dem Mut Orazios. Er beschließt, in der folgenden Nacht seine Schiffe über den Tiber zu schicken, um am Morgen anzugreifen. Als Mannio jedoch die Ankunft eines römischen Gesandten meldet, verschiebt er den Angriff wieder. Tarquinio verliert die Hoffnung.
Die königliche Burg
Porsenna erwartet mit einigen Edelleuten die Ankunft des Gesandten. Tarquinio teilt ihm mit, dass es sich um den Verräter Orazio selbst handle. Dieser erscheint mit seinem Gefolge und fragt Porsenna nach dem Grund für den gebrochenen Frieden. Falls Porsenna der Urheber sein sollte, werde Rom den Krieg wiederaufnehmen. Andernfalls verlange es die Auslieferung des Schuldigen. Porsenna ist überrascht, weil er eine Verteidigung anstelle von Anschuldigungen erwartet hatte. Orazio erklärt, dass er von dem Verrat informiert worden sei und daher rechtzeitig zur Abwehr schreiten konnte. Den Namen des Informanten könne er aber nicht nennen, ohne meineidig zu werden. Er sei bereit, die Kampfhandlungen wieder aufzunehmen, fordere aber die Geisel zurück. Tarquinio weist darauf hin, dass Clelia bereits über den Fluss geflohen sei. Porsenna und Orazio beschließen nun die Fortsetzung des Krieges. Nachdem Orazio gegangen ist, versucht Tarquinio, Porsenna weiter gegen Rom aufzustacheln. Dieser ist aber nicht mehr vollständig überzeugt von der Schuld der Römer, da Orazios Betragen ehrlich wirkte.
Clelia kommt in Begleitung einiger Römer. Sie klärt Porsenna über Tarquinios Taten und seinen Entführungsplan auf und übergibt ihm den abgefangenen Brief als Beweis. Tarquinio ergreift die Flucht. Porsenna erklärt sich nun für überwunden. Er schickt Clelia zurück nach Rom, um auszurichten, dass die Römer von nun an in ihm einen Freund und Verteidiger ihrer Freiheit haben werden.